# Departamento de Kaédi
Kaédi es un departamento de la región de Gorgol, en Mauritania. En marzo de 2013 presentaba una población censada de 121 726 habitantes. Está formado por las siguientes comunas, que se muestran asimismo con población de marzo de 2013:
- Djebol 14,425
- Ganki 7,294
- Kaédi 49,152
- Lexeiba 1 22,453
- Néré Walo 10,366
- Tifondé Civé 8,097
- Tokomadji 9,939[1]